# Obdam

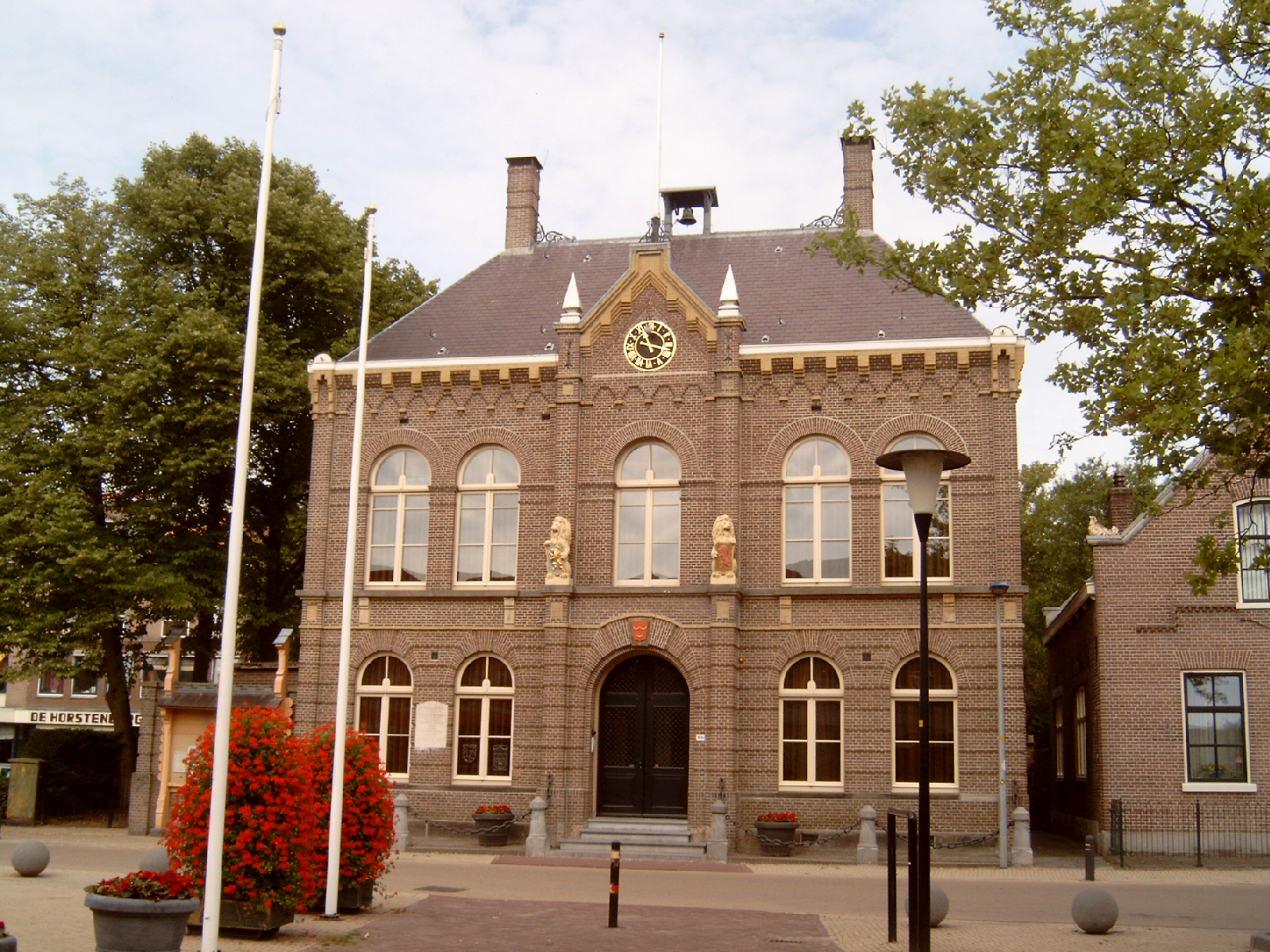
Primăria veche

Obdam este o localitate în Țările de Jos, în comuna Koggenland din provincia Olanda de Nord. Până în 2007 localitatea era o comună separată din care făceau parte și localitățile Berkmeer, Hensbroek și parțial Wogmeer.